# Луций Эквиций
Луций Эквиций (лат. Lucius Equitius; умер 10 декабря 100 года до н. э., Рим, Римская республика) — римский политический деятель, избранный народным трибуном на 99 год до н. э. Был союзником Луция Аппулея Сатурнина и погиб вместе с ним.

## Биография
У античных авторов нет единого мнения о происхождении Луция Эквиция. По словам Цицерона, он «вырвался из колодок и эргастула»; беглым рабом называет его Аппиан. Эта версия явно восходит к слухам, распространявшимся политическими противниками Эквиция. Более поздние авторы предпочитают говорить о тёмном происхождении. Так, Луций Анней Флор называет Луция «человеком, не принадлежавшим к какой-либо трибе, никому не известным, без родового имени».
Первое упоминание о Луции Эквиции в сохранившихся источниках относится к 102 году до н. э., когда он объявил, что является сыном Тиберия Семпрония Гракха, и получил поддержку политика-демагога Луция Аппулея Сатурнина. Автор сочинения «О знаменитых людях» утверждает даже, что Сатурнин и подговорил Эквиция стать самозванцем, чтобы в дальнейшем использовать его для привлечения симпатий плебса.
Враг Луция Аппулея Квинт Цецилий Метелл Нумидийский, бывший тогда цензором, отказался включать новоявленного Гракха в список римских граждан. Тогда в народное собрание, поддерживавшее Эквиция, была вызвана предполагаемая тётка претендента на гражданство — вдова Публия Корнелия Сципиона Эмилиана Семпрония. Она не подчинилась кричащей толпе, требовавшей, чтобы Семпрония поцеловала самозваного племянника, и, по словам Валерия Максима, «оттолкнула это чудовище». Тем не менее в 100 году до н. э. Луций Эквиций благодаря поддержке Сатурнина и доброй памяти, которую плебс сохранил о Тиберии Гракхе, добился своего избрания народным трибуном. Незадолго до этого он был арестован по приказу Гая Мария, но его освободила толпа.
Вскоре произошло обострение конфликта между сенатом и Сатурнином. Последний, объявленный убийцей одного из кандидатов в консулы Гая Меммия и мятежником, возглавил открытое выступление, потерпел поражение в уличных боях и бежал на Капитолий. Эквиций был вместе с ним. Сторонники сената перерезали водопровод, так что осаждённым пришлось сдаться. Командовавший победителями Гай Марий дал им гарантии безопасности и поместил под охраной в Гостилиеву курию, но толпа представителей аристократии, не доверявших Марию, ворвалась в здание и перебила пленников дубинами. Согласно Флору, это был «народ», согласно Павлу Орозию — всадники. Другие источники утверждают, что убийцы залезли на крышу и забросали Сатурнина и прочих черепицей, но версию Орозия и Флора исследователи считают более достоверной.
Среди погибших был и Луций Эквиций. Согласно Аппиану, он погиб в первый день своего трибуната, то есть 10 декабря 100 года до н. э.